# Шлезвиг-Гольштейн (гау)
Гау Шлезвиг-Гольштейн (нем. Gau Schleswig-Holstein) — региональное отделение НСДАП, существовавшее в 1925—1945 годах. Включала в себя прусскую провинцию Шлезвиг-Гольштейн, часть Свободного государства Ольденбург и, с 1 апреля 1937 года, Свободный город Любек. 

## История
Нацистская система территориального устройства гау была создана на партийной конференции 22 мая 1926 года с целью улучшения управления партийной структурой. Начиная с 1933 года, после захвата нацистами власти, гау всё больше вытесняла немецкие провинции в качестве административных единиц в Германии.
Во главе каждого гау стоял гауляйтер, имевший почти неограниченную власть. Гауляйтер практически был неподконтролен центральной власти, особенно после начала Второй мировой войны. Гауляйтеры часто занимали правительственные и партийные посты и отвечали, среди прочего, за пропаганду и наблюдение за неблагонадёжными лицами, а с сентября 1944 года в том числе организовывали фольксштурм и оборону гау.
Должность гауляйтера в Шлезвиг-Гольштейне занимал Генрих Лозе с момента её учреждения 26 февраля 1925 года на протяжении всего времени существования гау, за исключением шестимесячного периода в 1932 году, когда эту должность занимал Йоахим Мейер-Куад. С 1941 года Лозе одновременно возглавлял рейхскомиссариат оккупированных восточных территорий — рейхскомиссариат Остланд, где он отвечал за осуществление нацистской политики германизации, построенной на фундаменте Генерального плана Ост: убийство почти всех евреев, цыган и коммунистов. На территории рейхскомиссариата Остланд были осуществлены многочисленные карательные акции против мирного населения. Лозе был приговорен к десяти годам тюремного заключения в 1948 году, но освобожден в 1951 году, по состоянию здоровья. Умер в 1964 году.